# Милер (Небраска)
Милер (енгл. Miller) град је у америчкој савезној држави Небраска.

## Демографија
По попису из 2010. године број становника је 136, што је 20 (-12,8%) становника мање него 2000. године.
| Група             | 2000.        | 2010.       |
| Белци             | 156 (100,0%) | 127 (93,4%) |
| Афроамериканци    | 0 (0,0%)     | 0 (0,0%)    |
| Азијати           | 0 (0,0%)     | 0 (0,0%)    |
| Хиспаноамериканци | 0 (0,0%)     | 9 (6,6%)    |
| Укупно            | 156          | 136         |